# 帕斯卡尔·克莱芒
帕斯卡尔·克莱芒（1945年5月12日—2020年6月21日），法国政治人物，人民運動聯盟成员。前司法部长，國民議會议员。

## 生平
1945年生于法国上塞纳省布洛涅-比扬古。毕业于巴黎政治学院，从事律师工作。1978年当选國民議會议员。1993年进入法國政府行政部门工作，改任国民议会关系部长，1995年6月再次进入议会。2005年6月至2007年5月，担任司法部长。
他还在地方担任要职。1977年至2001年，担任卢瓦尔省圣马塞尔-德费利讷市长。1982年至1994年，担任卢瓦尔省议会副主席。1994年至2008年，担任卢瓦尔省议会主席。
2020年6月21日因肺部感染逝世。

## 荣誉
- 法國榮譽軍團騎士勳章（2016年3月25日）[5]
- 聖夏爾軍官勳章（2011年11月17日）

## 著作
- Les Partis politiques minoritaires aux États-Unis (2000)
- Persigny, L'homme qui a inventé Napoléon III (2006)
- La VIe République ou la Confusion des esprits (2007)